# 圣若昂-杜卡尤阿
圣若昂-杜卡尤阿是巴西巴拉那州的一个市镇。总面积304.412平方公里，总人口6151人，人口密度20.2人/平方公里。